# Busta Rhymes/Diskografie
Diese Diskografie ist eine Übersicht über die musikalischen Werke des US-amerikanischen Rappers Busta Rhymes. Den Quellenangaben und Schallplattenauszeichnungen zufolge hat er bisher mehr als 32,3 Millionen Tonträger verkauft, davon alleine in seiner Heimat über 24 Millionen. Seine erfolgreichste Veröffentlichung ist die Single Don’t Cha mit über sechs Millionen verkaufen Einheiten.

## Alben

### Studioalben
| Jahr | Titel Musiklabel                                                             | Höchstplatzierung, Gesamtwochen, AuszeichnungChartplatzierungen (Jahr, Titel, Musiklabel, Platzierungen, Wochen, Auszeichnungen, Anmerkungen) | Höchstplatzierung, Gesamtwochen, AuszeichnungChartplatzierungen (Jahr, Titel, Musiklabel, Platzierungen, Wochen, Auszeichnungen, Anmerkungen) | Höchstplatzierung, Gesamtwochen, AuszeichnungChartplatzierungen (Jahr, Titel, Musiklabel, Platzierungen, Wochen, Auszeichnungen, Anmerkungen) | Höchstplatzierung, Gesamtwochen, AuszeichnungChartplatzierungen (Jahr, Titel, Musiklabel, Platzierungen, Wochen, Auszeichnungen, Anmerkungen) | Höchstplatzierung, Gesamtwochen, AuszeichnungChartplatzierungen (Jahr, Titel, Musiklabel, Platzierungen, Wochen, Auszeichnungen, Anmerkungen) | Anmerkungen                                                    |
| Jahr | Titel Musiklabel                                                             | DE | AT | CH | UK | US | Anmerkungen                                                    |
| ---- | ---------------------------------------------------------------------------- | --- | --- | --- | --- | --- | -------------------------------------------------------------- |
| 1996 | The Coming Elektra Records (WEA)                                             | DE80 (7 Wo.)DE | — | — | UK48 (7 Wo.)UK | US6 Platin · (21 Wo.)US | Erstveröffentlichung: 26. März 1996 Verkäufe: + 1.050.000      |
| 1997 | When Disaster Strikes Elektra Records (WEA)                                  | DE62 (11 Wo.)DE | — | — | UK34 Gold · (7 Wo.)UK | US3 Platin · (44 Wo.)US | Erstveröffentlichung: 15. September 1997 Verkäufe: + 1.100.000 |
| 1998 | E.L.E. (Extinction Level Event): The Final World Front Elektra Records (WEA) | DE45 (7 Wo.)DE | — | CH45 (1 Wo.)CH | UK54 Gold · (12 Wo.)UK | US12 Platin · (32 Wo.)US | Erstveröffentlichung: 14. Dezember 1998 Verkäufe: + 1.100.000  |
| 2000 | Anarchy Elektra Records (WEA)                                                | DE63 (4 Wo.)DE | — | CH65 (4 Wo.)CH | UK38 (3 Wo.)UK | US4 Platin · (14 Wo.)US | Erstveröffentlichung: 20. Juni 2000 Verkäufe: + 1.000.000      |
| 2001 | Genesis J Records (BMG)                                                      | DE27 (26 Wo.)DE | AT56 (3 Wo.)AT | CH44 (14 Wo.)CH | UK58 Silber · (7 Wo.)UK | US7 Platin · (32 Wo.)US | Erstveröffentlichung: 12. November 2001 Verkäufe: + 1.060.000  |
| 2002 | It Ain’t Safe No More J Records (BMG)                                        | DE82 (5 Wo.)DE | — | CH70 (6 Wo.)CH | UK78 Silber · (4 Wo.)UK | US43 Gold · (34 Wo.)US | Erstveröffentlichung: 25. November 2002 Verkäufe: + 560.000    |
| 2006 | The Big Bang Aftermath (UMG)                                                 | DE10 (9 Wo.)DE | AT29 (5 Wo.)AT | CH6 (12 Wo.)CH | UK19 Silber · (10 Wo.)UK | US1 Gold · (16 Wo.)US | Erstveröffentlichung: 13. Juni 2006 Verkäufe: + 560.000        |
| 2009 | Back on My B. S. Universal Motown (UMG)                                      | DE94 (1 Wo.)DE | AT66 (1 Wo.)AT | CH15 (4 Wo.)CH | UK92 (1 Wo.)UK | US5 (11 Wo.)US | Erstveröffentlichung: 15. Mai 2009                             |
| 2012 | Year of the Dragon Cash Money Records (UMG)                                  | — | — | — | — | — | Erstveröffentlichung: 21. August 2012                          |
| 2020 | Extinction Level Event 2: The Wrath of God Empire (Empire)                   | — | — | CH32 (2 Wo.)CH | UK99 (1 Wo.)UK | US7 (2 Wo.)US | Erstveröffentlichung: 30. Oktober 2020                         |
| 2023 | Blockbusta Epic Records (Sony)                                               | — | — | — | — | US42 (1 Wo.)US | Erstveröffentlichung: 24. November 2023                        |

### Kompilationen
| Jahr | Titel Musiklabel                                                | Höchstplatzierung, Gesamtwochen, AuszeichnungChartplatzierungen (Jahr, Titel, Musiklabel, Platzierungen, Wochen, Auszeichnungen, Anmerkungen) | Höchstplatzierung, Gesamtwochen, AuszeichnungChartplatzierungen (Jahr, Titel, Musiklabel, Platzierungen, Wochen, Auszeichnungen, Anmerkungen) | Höchstplatzierung, Gesamtwochen, AuszeichnungChartplatzierungen (Jahr, Titel, Musiklabel, Platzierungen, Wochen, Auszeichnungen, Anmerkungen) | Höchstplatzierung, Gesamtwochen, AuszeichnungChartplatzierungen (Jahr, Titel, Musiklabel, Platzierungen, Wochen, Auszeichnungen, Anmerkungen) | Höchstplatzierung, Gesamtwochen, AuszeichnungChartplatzierungen (Jahr, Titel, Musiklabel, Platzierungen, Wochen, Auszeichnungen, Anmerkungen) | Anmerkungen                                            |
| Jahr | Titel Musiklabel                                                | DE | AT | CH | UK | US | Anmerkungen                                            |
| ---- | --------------------------------------------------------------- | --- | --- | --- | --- | --- | ------------------------------------------------------ |
| 2002 | Turn It Up! The Very Best of Busta Rhymes Elektra Records (WEA) | — | — | — | UK44 Silber · (4 Wo.)UK | — | Erstveröffentlichung: 2. April 2002 Verkäufe: + 60.000 |

Weitere Kompilationen
- 2001: Total Devastation: The Best of Busta Rhymes
- 2004: The Artist Collection: Busta Rhymes

### Mixtapes
| - 1998: The Imperial (mit Flipmode Squad) - 2003: Salute The General - 2004: Surrender - 2004: Slaughter Pt. 1 - 2004: Slaughter Pt. 2 - 2004: Slaughter Pt. 3 - 2005: The Storm Before the Storm - 2005: Confessions of a Dangerous Mind - 2006: Countdown to The Big Bang - 2006: King of The Remixes - 2006: New Crack City - 2006: Point of No Return - 2006: Remix General - 2006: The Crown - 2006: The Ruler - 2006: The Official Busta Rhymes - 2007: Black Friday pt. 1 (mit Reek Da Villain) | - 2007: Dillagence (mit J Dilla) - 2007: King of the Remixes, vol.1 - 2007: Strictly Bizness 2 - 2008: Busta Rhymes R&B Collaborations - 2008: From the Coming to The Big Bang - 2008: I’ve Already Outshined Your Favorite Rapper - 2008: Black Friday pt. 2 (mit Spliff Star) - 2008: The 48 Laws of Power - 2008: Busta’s Back - 2008: The Drug Bust - 2008: I’ve Already Outshined Your Favorite Rapper, Part Two - 2008: Modern Day Marvels #6: Busta Rhymes - 2008: Back on My Sh!t (Street Runnaz Special Edition) - 2009: I Bullshit You Not (mit DJ Scratch) - 2012: Catastrophic (mit Reek Da Villain und J-Doe) - 2013: The Abstract and The Dragon (mit Q-Tip) - 2014: Catastrophic 2 (mit O.T. Genasis und J-Doe) |

## Singles

### Als Leadmusiker
| Jahr | Titel Album                                                   | Höchstplatzierung, Gesamtwochen, AuszeichnungChartplatzierungen (Jahr, Titel, Album, Platzierungen, Wochen, Auszeichnungen, Anmerkungen) | Höchstplatzierung, Gesamtwochen, AuszeichnungChartplatzierungen (Jahr, Titel, Album, Platzierungen, Wochen, Auszeichnungen, Anmerkungen) | Höchstplatzierung, Gesamtwochen, AuszeichnungChartplatzierungen (Jahr, Titel, Album, Platzierungen, Wochen, Auszeichnungen, Anmerkungen) | Höchstplatzierung, Gesamtwochen, AuszeichnungChartplatzierungen (Jahr, Titel, Album, Platzierungen, Wochen, Auszeichnungen, Anmerkungen) | Höchstplatzierung, Gesamtwochen, AuszeichnungChartplatzierungen (Jahr, Titel, Album, Platzierungen, Wochen, Auszeichnungen, Anmerkungen) | Anmerkungen                                                                                     |
| Jahr | Titel Album                                                   | DE | AT | CH | UK | US | Anmerkungen                                                                                     |
| ---- | ------------------------------------------------------------- | --- | --- | --- | --- | --- | ----------------------------------------------------------------------------------------------- |
| 1996 | Woo Hah!! Got You All in Check The Coming                     | DE42 (8 Wo.)DE | — | — | UK8 (10 Wo.)UK | US8 Platin · (20 Wo.)US | Erstveröffentlichung: 15. Februar 1996 Verkäufe: + 1.005.000                                    |
| 1996 | It’s a Party The Coming                                       | — | — | — | UK23 (2 Wo.)UK | US52 (13 Wo.)US | Erstveröffentlichung: 25. Juni 1996 feat. Zhané                                                 |
| 1997 | Do My Thing The Coming                                        | — | — | — | UK39 (2 Wo.)UK | — | Erstveröffentlichung: 3. Juli 1997                                                              |
| 1997 | Put Your Hands Where My Eyes Could See When Disaster Strikes  | — | — | — | UK16 (3 Wo.)UK | — | Erstveröffentlichung: 12. August 1997                                                           |
| 1997 | Dangerous When Disaster Strikes                               | DE65 (8 Wo.)DE | — | — | UK32 (4 Wo.)UK | US9 Gold · (19 Wo.)US | Erstveröffentlichung: 18. November 1997 Verkäufe: + 500.000                                     |
| 1998 | Turn It Up (Remix) / Fire It Up When Disaster Strikes         | DE7 (14 Wo.)DE | AT13 (12 Wo.)AT | CH6 (15 Wo.)CH | UK2 Silber · (12 Wo.)UK | US10 Gold · (20 Wo.)US | Erstveröffentlichung: 21. April 1998 Verkäufe: + 710.000                                        |
| 1998 | One When Disaster Strikes                                     | — | — | — | UK23 (3 Wo.)UK | — | Erstveröffentlichung: 28. März 1998 feat. Erykah Badu                                           |
| 1998 | Gimme Some More E.L.E.: The Final World Front                 | DE52 (4 Wo.)DE | — | — | UK5 Silber · (8 Wo.)UK | — | Erstveröffentlichung: 1998 Verkäufe: + 200.000                                                  |
| 1999 | What’s It Gonna Be?! E.L.E.: The Final World Front            | DE42 (8 Wo.)DE | — | CH41 (2 Wo.)CH | UK6 (9 Wo.)UK | US3 Gold · (20 Wo.)US | Erstveröffentlichung: 9. März 1999 Verkäufe: + 500.000; feat. Janet Jackson                     |
| 2000 | Get Out!! Anarchy                                             | — | — | — | — | — | Erstveröffentlichung: 17. Juli 2000                                                             |
| 2000 | Fire Anarchy                                                  | — | — | — | — | — | Erstveröffentlichung: 2000                                                                      |
| 2001 | What It Is Genesis                                            | DE70 (7 Wo.)DE | — | — | — | US63 (14 Wo.)US | Erstveröffentlichung: 1. Mai 2001 feat. Kelis                                                   |
| 2001 | Break Ya Neck Genesis                                         | DE17 Gold · (14 Wo.)DE | AT50 (9 Wo.)AT | CH20 (16 Wo.)CH | UK11 Silber · (7 Wo.)UK | US26 (20 Wo.)US | Erstveröffentlichung: 10. Dezember 2001 Verkäufe: + 415.000                                     |
| 2001 | As I Come Back Genesis                                        | — | — | — | — | — | Erstveröffentlichung: 2001                                                                      |
| 2002 | Make It Clap (Remix) It Ain’t Safe No More                    | DE50 (7 Wo.)DE | — | — | UK16 (8 Wo.)UK | US46 (20 Wo.)US | Erstveröffentlichung: Januar 2002 feat. Sean Paul & Spliff Star                                 |
| 2002 | Pass the Courvoisier, Part II Genesis                         | DE27 (9 Wo.)DE | — | CH58 (7 Wo.)CH | UK16 (13 Wo.)UK | US11 (20 Wo.)US | Erstveröffentlichung: 15. April 2002 feat. P. Diddy & Pharrell                                  |
| 2003 | I Know What You Want It Ain’t Safe No More                    | DE9 (12 Wo.)DE | AT40 (15 Wo.)AT | CH5 (23 Wo.)CH | UK3 Gold · (18 Wo.)UK | US3 Platin · (24 Wo.)US | Erstveröffentlichung: 12. Mai 2003 Verkäufe: + 1.580.000; mit Mariah Carey feat. Flipmode Squad |
| 2003 | Light Your Ass on Fire The Neptunes Present…Clones            | DE86 (3 Wo.)DE | — | CH40 (6 Wo.)CH | UK62 (4 Wo.)UK | US58 (10 Wo.)US | Erstveröffentlichung: 22. Juli 2003 feat. Pharrell Williams                                     |
| 2005 | Touch It The Big Bang                                         | DE24 (9 Wo.)DE | AT50 (8 Wo.)AT | CH23 (12 Wo.)CH | UK6 Silber · (7 Wo.)UK | US16 Gold (Mastertone) · (23 Wo.)US | Erstveröffentlichung: 10. August 2005 Verkäufe: + 705.000                                       |
| 2006 | I Love My Bitch/Chick The Big Bang                            | DE38 (9 Wo.)DE | AT71 (2 Wo.)AT | CH22 (13 Wo.)CH | UK8 (12 Wo.)UK | US41 (12 Wo.)US | Erstveröffentlichung: 5. Juni 2006 feat. Kelis & Will.i.am                                      |
| 2008 | We Made It –                                                  | DE11 (13 Wo.)DE | AT16 (13 Wo.)AT | CH17 (13 Wo.)CH | UK10 Silber · (14 Wo.)UK | US65 (1 Wo.)US | Erstveröffentlichung: 3. Mai 2008 Verkäufe: + 200.000; feat. Linkin Park                        |
| 2008 | Don’t Touch Me (Throw da Water on ’em) –                      | — | — | — | — | — | Erstveröffentlichung: 4. Juli 2008                                                              |
| 2008 | Arab Money Back on My B. S.                                   | — | — | — | — | US86 (6 Wo.)US | Erstveröffentlichung: 11. November 2008 feat. Ron Browz                                         |
| 2009 | World Go Round Back on My B.S.                                | — | — | — | UK66 (3 Wo.)UK | — | Erstveröffentlichung: 7. Juli 2009 feat. Estelle                                                |
| 2013 | #Twerkit –                                                    | — | — | — | — | — | Erstveröffentlichung: 17. Mai 2013 feat. Nicki Minaj                                            |
| 2013 | Thank You –                                                   | — | — | — | UK13 Silber · (13 Wo.)UK | — | Erstveröffentlichung: 7. November 2013 Verkäufe: + 200.000; feat. Q-Tip & Kanye West            |
| 2014 | Calm Down Extinction Level Event 2: The Wrath of God          | — | — | — | UK63 (1 Wo.)UK | US94 (1 Wo.)US | Erstveröffentlichung: 1. Juli 2014 feat. Eminem                                                 |
| 2016 | AAAHHHH!!! –                                                  | — | — | — | — | — | Erstveröffentlichung: 16. Dezember 2016 feat. Swizz Beatz                                       |
| 2017 | Girlfriend –                                                  | — | — | — | — | — | Erstveröffentlichung: 25. August 2017 feat. Vybz Kartel & Tory Lanez                            |
| 2018 | Get It –                                                      | — | — | — | — | — | Erstveröffentlichung: 2. Februar 2018 feat. Missy Elliott & Kelly Rowland                       |
| 2020 | The Don & the Boss Extinction Level Event 2: The Wrath of God | — | — | — | — | — | Erstveröffentlichung: 21. August 2020                                                           |
| 2020 | Yuuuu Extinction Level Event 2: The Wrath of God              | — | — | — | — | — | Erstveröffentlichung: 18. September 2020 feat. Anderson Paak                                    |
| 2021 | Where I Belong Extinction Level Event 2: The Wrath of God     | — | — | — | — | — | Erstveröffentlichung: 7. April 2021 feat. Mariah Carey                                          |
| 2023 | Beach Ball Blockbusta                                         | — | — | — | — | — | Erstveröffentlichung: 23. Juni 2023 feat. BIA                                                   |
| 2023 | Luxury Life Blockbusta                                        | — | — | — | — | — | Erstveröffentlichung: 8. September 2023 feat. Coi Leray                                         |

### Als Gastmusiker
| Jahr | Titel Album                                       | Höchstplatzierung, Gesamtwochen, AuszeichnungChartplatzierungen (Jahr, Titel, Album, Platzierungen, Wochen, Auszeichnungen, Anmerkungen) | Höchstplatzierung, Gesamtwochen, AuszeichnungChartplatzierungen (Jahr, Titel, Album, Platzierungen, Wochen, Auszeichnungen, Anmerkungen) | Höchstplatzierung, Gesamtwochen, AuszeichnungChartplatzierungen (Jahr, Titel, Album, Platzierungen, Wochen, Auszeichnungen, Anmerkungen) | Höchstplatzierung, Gesamtwochen, AuszeichnungChartplatzierungen (Jahr, Titel, Album, Platzierungen, Wochen, Auszeichnungen, Anmerkungen) | Höchstplatzierung, Gesamtwochen, AuszeichnungChartplatzierungen (Jahr, Titel, Album, Platzierungen, Wochen, Auszeichnungen, Anmerkungen) | Anmerkungen |
| Jahr | Titel Album                                       | DE | AT | CH | UK | US | Anmerkungen |
| --- | ------------------------------------------------- | --- | --- | --- | --- | --- | --- |
| 1997 | Hit ’Em High (The Monstars’ Anthem) Space Jam OST | DE14 (15 Wo.)DE | — | CH11 (13 Wo.)CH | UK8 (7 Wo.)UK | — | Erstveröffentlichung: 17. Januar 1997 B Real feat. Busta Rhymes, Coolio, LL Cool J & Method Man                                                    |
| 1997 | Rumble in the Jungle When We Were Kings OST       | DE85 (1 Wo.)DE | — | — | UK3 (12 Wo.)UK | — | Erstveröffentlichung: 27. Januar 1997 The Fugees feat. Q-Tip, John Forté & Busta Rhymes                                                            |
| 1998 | Victory No Way Out                                | DE67 (3 Wo.)DE | — | — | — | US19 Gold · (20 Wo.)US | Erstveröffentlichung: 17. März 1998 Verkäufe: + 500.000; P. Diddy feat. The Notorious B.I.G. & Busta Rhymes                                        |
| 2001 | Ante Up (Remix) Warriorz                          | DE53 (19 Wo.)DE | AT30 (12 Wo.)AT | — | UK7 Silber · (10 Wo.)UK | — | Erstveröffentlichung: 17. April 2001 M.O.P. feat. Busta Rhymes Verkäufe: + 200.000                                                                 |
| 2003 | Never Leave You (Uh Oooh, Uh Oooh) Almost Famous  | DE1 Platin · (19 Wo.)DE | AT4 (18 Wo.)AT | CH1 Gold · (27 Wo.)CH | UK2 Gold · (18 Wo.)UK | US3 (20 Wo.)US | Erstveröffentlichung: 3. August 2003 Verkäufe: 745.000; Lumidee feat. Busta Rhymes & Fabolous                                                      |
| 2003 | Get Low (Remix) Part II                           | — | — | — | — | — | Erstveröffentlichung: 8. Dezember 2003 Lil Jon feat. Ying Yang Twins, Elephant Man & Busta Rhymes                                                  |
| 2003 | Fire Joe Budden                                   | — | — | — | — | — | Erstveröffentlichung: 2003 Joe Budden feat. Busta Rhymes                                                                                           |
| 2004 | What’s Happenin’ Tical 0: The Prequel             | DE82 (2 Wo.)DE | — | — | UK17 (5 Wo.)UK | — | Erstveröffentlichung: 30. März 2004 Method Man feat. Busta Rhymes                                                                                  |
| 2005 | Don’t Cha PCD                                     | DE1 ×2Doppelplatin · (27 Wo.)DE | AT2 Gold · (27 Wo.)AT | CH1 Gold · (27 Wo.)CH | UK1 ×2Doppelplatin · (52 Wo.)UK | US2 Platin + Platin (Mastertone) · (40 Wo.)US                                                                                            | Erstveröffentlichung: 26. April 2005 Verkäufe: + 6.000.000; Pussycat Dolls feat. Busta Rhymes                                                      |
| 2008 | Run the Show 9 Lives                              | DE73 (4 Wo.)DE | — | CH29 (20 Wo.)CH | UK41 (4 Wo.)UK | — | Erstveröffentlichung: 5. Februar 2008 Kat DeLuna feat. Busta Rhymes                                                                                |
| 2010 | We Are the World 25 for Haiti –                   | — | — | — | UK50 (1 Wo.)UK | US2 (5 Wo.)US | Erstveröffentlichung: 22. Februar 2010 mit Artists for Haiti                                                                                       |
| 2011 | C’mon (Catch ’Em by Surprise) –                   | DE68 (3 Wo.)DE | — | CH68 (2 Wo.)CH | UK13 Silber · (15 Wo.)UK | — | Erstveröffentlichung: 19. Februar 2011 Verkäufe: + 200.000; Tiësto vs. Diplo feat. Busta Rhymes                                                    |
| 2011 | Look at Me Now F.A.M.E.                           | — | — | — | UK44 Gold · (9 Wo.)UK | US6 Diamant · (27 Wo.)US | Erstveröffentlichung: 1. Februar 2011 Verkäufe: + 10.610.000; Chris Brown feat. Lil Wayne & Busta Rhymes                                           |
| 2011 | Worldwide Choppers All 6’s and 7’s                | — | — | — | — | US— PlatinUS | Erstveröffentlichung: 2011 Verkäufe: + 1.000.000; Tech N9ne feat. Busta Rhymes, Ceza, D-Loc, JL of B. Hood, Twista, Twisted Insane, U$O & Yelawolf |
| 2012 | Pride ’n’ Joy –                                   | — | — | — | — | — | Erstveröffentlichung: 23. Mai 2012 Fat Joe feat. Kanye West, Miguel, Jadakiss, Mos Def, DJ Khaled, Roscoe Dash & Busta Rhymes                      |
| 2013 | Shabba (Remix) –                                  | — | — | — | — | — | Erstveröffentlichung: 22. November 2013 ASAP Ferg feat. Shabba Ranks, Migos & Busta Rhymes                                                         |
| 2015 | Bigger, Better, Faster –                          | — | — | — | — | — | Erstveröffentlichung: 12. August 2015 Follow Your Instinct feat. Busta Rhymes                                                                      |
| 2019 | Bigger, Better, Faster –                          | — | — | — | — | — | Erstveröffentlichung: 1. November 2019 Raptile feat. Busta Rhymes, Lionezz & Chris Richardson                                                      |
| 2020 | Can’t Put It in the Hands of Fate –               | — | — | — | — | — | Erstveröffentlichung: 13. Oktober 2020 Stevie Wonder feat. Rhapsody, Cordae, Chika & Busta Rhymes                                                  |
| Folgende Lieder erschienen nicht als Single, wurden aber durch das Album zum Download und Streaming bereitgestellt und konnten somit eine Platzierung erlangen: |                                                   | | | | | | |
| |                                                   | | | | | | |
| 2011 | Drummer Boy Under the Mistletoe                   | — | — | — | — | US86 Gold · (2 Wo.)US | Charteinstieg: 19. November 2011 Verkäufe: + 540.000; Justin Bieber feat. Busta Rhymes                                                             |

## Videoalben und Musikvideos

### Videoalben
- 1997: Pick Hits
- 1998: Gimme Some More
- 2002: Unauthorized
- 2003: I Know What You Want
- 2003: Live in Concert
- 2003: Milkshake

### Musikvideos
| Jahr | Titel                                                   | Regie                      |
| ---- | ------------------------------------------------------- | -------------------------- |
| 1996 | Everything Remains Raw / Woo-Hah!! Got You All in Check | Hype Williams              |
| 1996 | It’s a Party                                            | Marcus Raboy               |
| 1997 | Put Your Hands Where My Eyes Could See                  | Hype Williams              |
| 1997 | Dangerous                                               | Hype Williams              |
| 1998 | Rhymes Galore / Turn It Up (Remix) / Fire It Up         | Paul Hunter                |
| 1998 | Gimme Some More                                         | Hype Williams              |
| 1999 | Tear da Roof off / Party Going on Over Here             | Hype Williams              |
| 1999 | What’s It Gonna Be?!                                    | Hype Williams              |
| 2000 | Get Out                                                 | Hype Williams              |
| 2000 | Fire                                                    | Hype Williams              |
| 2001 | What It Is                                              | Hype Williams              |
| 2001 | As I Come Back / Break Ya Neck                          | Hype Williams              |
| 2002 | Betta Stay Up In Your House / Pass the Courvoisier II   | Chris Robinson             |
| 2002 | Make It Clap                                            |                            |
| 2002 | Make It Clap (Remix)                                    | Erik White                 |
| 2002 | I Know What You Want                                    | Chris Robinson             |
| 2003 | Light Your Ass On Fire                                  | Joseph Kahn                |
| 2004 | Shorty (Put It On the Floor)                            | Gregory Dark               |
| 2005 | Touch It                                                | Benny Boom’                |
| 2006 | Touch It (Remix)                                        | Benny Boom                 |
| 2006 | I Love My Bitch/Chick                                   | Benny Boom                 |
| 2006 | New York Shit                                           | Benny Boom, Justin Francis |
| 2006 | In the Ghetto                                           | Chris Robinson             |
| 2008 | We Made It                                              | Chris Robinson             |
| 2008 | Don’t Touch Me (Throw da Water on ’em)                  | Rage                       |
| 2008 | I Got Bass                                              | Vid Arroyo                 |
| 2008 | Arab Money                                              | Rik Cordero                |
| 2009 | Arab Money (Remix)                                      | Rik Cordero                |
| 2009 | Arab Money (Remix Pt. 2)                                | Rik Cordero                |
| 2009 | Hustler’s Anthem ’09                                    | Hype Williams              |
| 2009 | Respect My Conglomerate                                 | Chris Robinson             |
| 2009 | If You Don’t Know, Now You Know                         |                            |
| 2009 | World Go Round                                          |                            |

## Promoveröffentlichungen
Promo-Singles
- 1997: There’s Not a Problem My Squad Can’t Fix
- 1999: Party Is Goin’ on Over Here
- 1999: Do the Bus a Bus
- 1999: Tear Da Roof Off
- 2003: Shorty (Fat Joe feat. Busta Rhymes, Chingy & Nick Cannon)
- 2006: In the Ghetto (feat. Rick James)
- 2006: Don’t Get Carried Away (feat. Nas)
- 2006: Wanna Love U Girl (Remix) (Robin Thicke feat. Pharrell & Busta Rhymes)
- 2006: Come Thru’ (Move) (DMX feat. Swizz Beatz & Busta Rhymes)
- 2007: Hurt (T.I. feat. Alfamega & Busta Rhymes)
- 2008: Peace Sign / Index Down (Gym Class Heroes feat. Busta Rhymes)
- 2009: Hustler’s Anthem ’09 (feat. T-Pain)
- 2009: Respect My Conglomerate (feat. Lil Wayne & Jadakiss)
- 2009: Blockstars (DJ Kayslay feat. Ray J, Yo Gotti, Busta Rhymes & Jim Jones)
- 2009: Rotate (C-N-N feat. Ron Browz & Busta Rhymes)
- 2010: Stop the Party (feat. Swizz Beatz)

## Statistik

### Chartauswertung
|                     | DE    | AT    | CH    | UK     | US     |
| ------------------- | ----- | ----- | ----- | ------ | ------ |
| Nummer-eins-Alben   | DE—DE | AT—AT | CH—CH | UK—UK  | US1US  |
| Top-10-Alben        | DE1DE | AT—AT | CH1CH | UK—UK  | US7US  |
| Alben in den Charts | DE8DE | AT3AT | CH7CH | UK10UK | US10US |

|                       | DE     | AT    | CH     | UK     | US     |
| --------------------- | ------ | ----- | ------ | ------ | ------ |
| Nummer-eins-Singles   | DE2DE  | AT—AT | CH2CH  | UK1UK  | US—US  |
| Top-10-Singles        | DE4DE  | AT2AT | CH4CH  | UK13UK | US9US  |
| Singles in den Charts | DE23DE | AT9AT | CH14CH | UK31UK | US22US |

### Auszeichnungen für Musikverkäufe
| Goldene Schallplatte - Australien - 2002: für die Single Break Ya Neck - 2019: für die Single Shabba (Remix) - Belgien - 2005: für die Single Don’t Cha - Frankreich - 2020: für das Lied Ça va trop vite (mit Bigflo & Oli) - Italien - 2023: für die Single I Know What You Want - 2024: für die Single Don’t Cha - Kanada - 1996: für das Album The Coming - 2023: für das Lied Drummer Boy - Neuseeland - 1996: für die Single Woo Hah!! Got You All in Check - 2005: für die Single Don’t Cha - 2006: für die Single Touch It - 2019: für die Single Shabba (Remix) - Schweden - 2006: für die Single Don’t Cha - Spanien - 2025: für die Single Don’t Cha | Platin-Schallplatte - Australien - 2020: für die Single I Know What You Want - Brasilien - 2024: für die Single Don’t Cha - Dänemark - 2007: für die Single Don’t Cha - Neuseeland - 1998: für die Single Turn It Up (Remix) / Fire It Up - 2022: für die Single Break Ya Neck - Norwegen - 2012: für die Single Look at Me Now 2× Platin-Schallplatte - Australien - 2005: für die Single Don’t Cha - 2019: für die Single Look at Me Now - Neuseeland - 2023: für die Single Look at Me Now - 2024: für die Single I Know What You Want |

Anmerkung: Auszeichnungen in Ländern aus den Charttabellen bzw. Chartboxen sind in ebendiesen zu finden.
| Land/RegionAuszeichnungen für Musikverkäufe (Land/Region, Auszeichnungen, Verkäufe, Quellen) | Silber       | Gold       | Platin       | Diamant  | Verkäufe   | Quellen                       |
| -------------------------------------------------------------------------------------------- | ------------ | ---------- | ------------ | -------- | ---------- | ----------------------------- |
| Australien (ARIA)                                                                            | —            | 2× Gold2   | 5× Platin5   | —        | 420.000    | aria.com.au                   |
| Belgien (BRMA)                                                                               | —            | Gold1      | —            | —        | 25.000     | ultratop.be                   |
| Brasilien (PMB)                                                                              | —            | —          | Platin1      | —        | 60.000     | pro-musicabr.org.br           |
| Dänemark (IFPI)                                                                              | —            | —          | Platin1      | —        | 15.000     | ifpi.dk                       |
| Deutschland (BVMI)                                                                           | —            | Gold1      | 3× Platin3   | —        | 1.150.000  | musikindustrie.de             |
| Frankreich (SNEP)                                                                            | —            | Gold1      | —            | —        | 100.000    | snepmusique.com               |
| Italien (FIMI)                                                                               | —            | 2× Gold2   | —            | —        | 100.000    | fimi.it                       |
| Kanada (MC)                                                                                  | —            | 2× Gold2   | —            | —        | 90.000     | musiccanada.com               |
| Neuseeland (RMNZ)                                                                            | —            | 4× Gold4   | 6× Platin6   | —        | 190.000    | aotearoamusiccharts.co.nz NZ2 |
| Norwegen (IFPI)                                                                              | —            | —          | Platin1      | —        | 10.000     | ifpi.no                       |
| Österreich (IFPI)                                                                            | —            | Gold1      | —            | —        | 15.000     | ifpi.at                       |
| Schweden (IFPI)                                                                              | —            | Gold1      | —            | —        | 10.000     | sverigetopplistan.se          |
| Schweiz (IFPI)                                                                               | —            | 2× Gold2   | —            | —        | 40.000     | hitparade.ch                  |
| Spanien (Promusicae)                                                                         | —            | Gold1      | —            | —        | 30.000     | elportaldemusica.es           |
| Vereinigte Staaten (RIAA)                                                                    | —            | 8× Gold8   | 10× Platin10 | Diamant1 | 24.000.000 | riaa.com                      |
| Vereinigtes Königreich (BPI)                                                                 | 12× Silber12 | 5× Gold5   | 2× Platin2   | —        | 4.440.000  | bpi.co.uk                     |
| Insgesamt                                                                                    | 12× Silber12 | 31× Gold31 | 29× Platin29 | Diamant1 |            |                               |